# Ống kính zoom

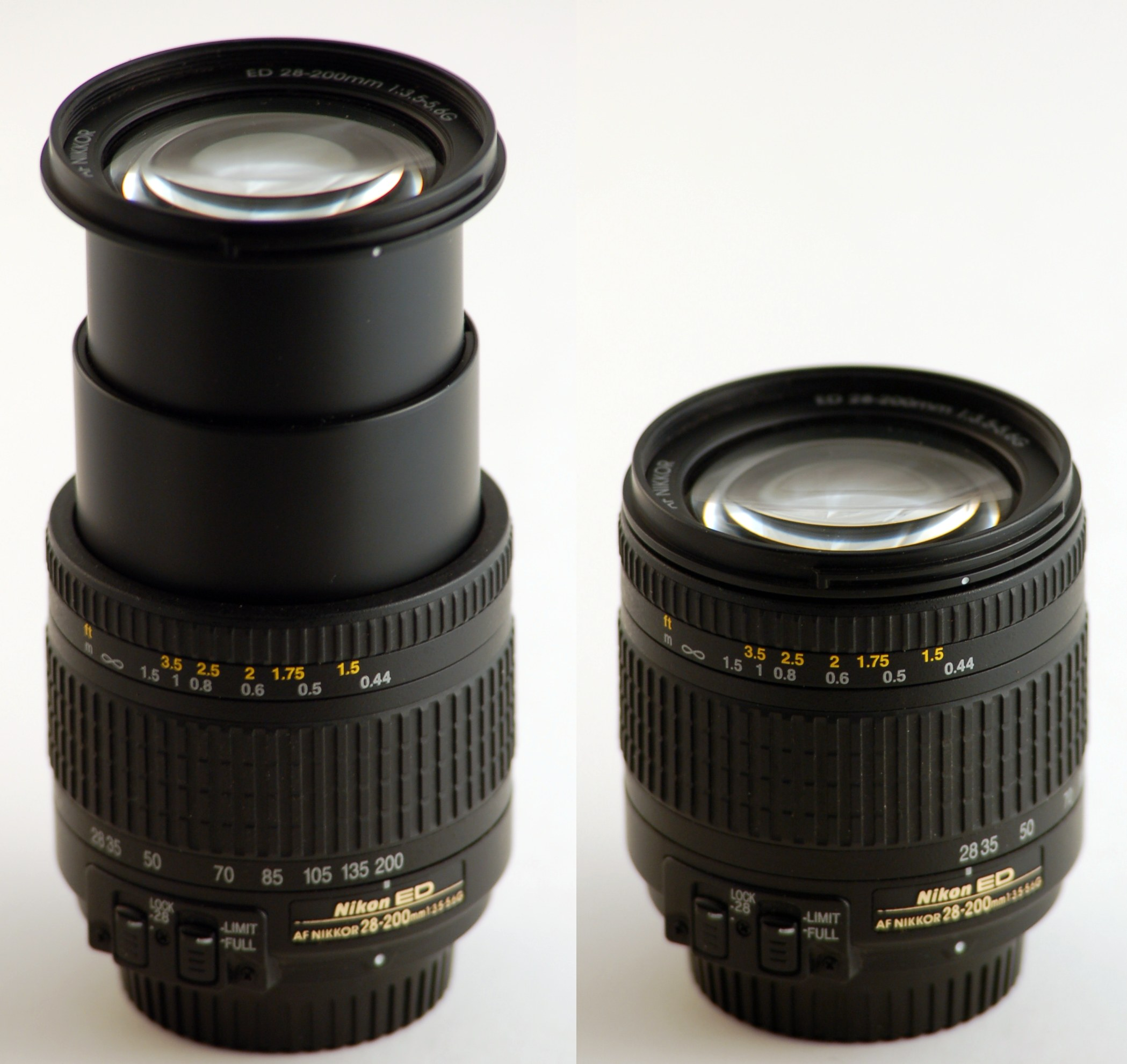
Ống kính phóng đại Nikkor 28-200 mm, hình bên trái ở độ dài tiêu cự 200 mm và hình bên phải ở 28 mm

Ống kính zoom là một bộ các thấu kính ghép lại với nhau và có khả năng thay đổi tiêu cự (ngược với ống kính gốc, có tiêu cự không đổi). Ống kính zoom thường được dùng trong các máy chụp ảnh, máy quay phim, một số ống nhòm, kính hiển vi, kính viễn vọng, và các dụng cụ quang học.

## Các ứng dụng
Các ống kính zoom thường được mô tả bằng tỉ số giữa tiêu cự dài nhất và tiêu cự ngắn nhất. Ví dụ, một ống kính zoom có tiêu cự thay đổi từ 100mm tới 400mm thì được gọi là zoom 4:1 hay zoom 4x. Người ta gọi các ống kính zoom có tỉ số rất lớn (tới 10x hay 14x) là superzoom hay hyperzoom. Tỉ số này có thể lên tới 100x trong các ống kính truyền hình chuyên nghiệp. Hiện nay, ống kính zoom lớn hơn 3x thì có chất lượng ảnh kém hơn ống kính gốc. Vì vậy, những ống kính zoom chụp ảnh chuyên nghiệp thường có tỉ số nhỏ hơn 3 (ví dụ, ống kính 28-70mm, 70-200mm).
Đừng lẫn lộn giữa ống kính zoom và ống kính tele, ống kính có góc nhìn rất hẹp. Một số ống kính zoom thuộc loại tele, một số thuộc loại wide, một số kiêm luôn vừa wide vừa tele.
Các máy ảnh được bán ra thời nay đã thay thế ống kính gốc bằng ống kính zoom từ wide tới tele.
Một số máy ảnh số có khả năng cắt và phóng lớn hình, để giả hiệu ứng zoom xa của ống kính zoom. Đó gọi là zoom số học, nó làm giảm chất lượng ảnh.
Ngoài việc ứng dụng trong chụp ảnh, ống kính zoom còn được dùng như một viễn vọng kính có độ phóng đại thay đổi được, dùng để phát một tia laser có công suất trên một đơn vị diện tích thay đổi được.

## Lịch sử

Nhìn ở các tiêu cự khác nhau

Những dạng đầu tiên của ống kính zoom được dùng trong viễn vọng kính quang học để có được độ phóng đại thay đổi liên tục, việc này đã được ghi lại trong biên bản của Hội khoa học hoàng gia London năm 1834. Những bằng phát minh đầu tiên của ống kính tele cũng có đề cập đến việc dời những thấu kính để thay đổi tiêu cự của cả ống kính. Những ống kính như vậy gọi là ống kính thay đổi hội tụ, vì mỗi khi tiêu cự thay đổi thì mặt phẳng hội tụ cũng thay đổi, và phải điều chỉnh lại độ hội tụ.
Ống kính zoom thật sự đầu tiên, gần như không phải chỉnh hội tụ lại sau khi tiêu cự thay đổi, được phát minh trong năm 1902 bởi Clile. C. Allen (U.S. Patent 696788). Sản phẩm công nghiệp đầu tiên vào năm 1932 là cái Bell and Howell Cooke "Varo" 40-120mm dùng cho máy quay phim 35mm. Cái Kilfitt 36-82mm/2.8 Zoomar sản xuất năm 1959 là ống kính zoom đầu tiên của máy chụp ảnh 35mm.
Từ đó về sau, những tiến bộ trong thiết kế quang học, đặc biệt là việc dùng máy tính để mô phỏng tia sáng đã làm cho việc thiết kế ống kính zoom dễ dàng hơn, và bây giờ từ dân chuyên nghiệp đến dân nghiệp dư đều có ống kính zoom để dùng.

## Thiết kế

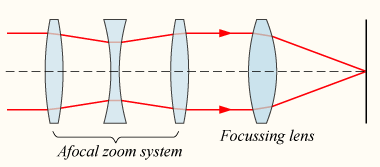
Một hệ thống ống kính zoom đơn giản

Có nhiều cách khác nhau để thiết kế ống kính zoom. Thiết kế phức tạp nhất dùng tới 30 thấu kính và có nhiều thấu kính di chuyển được. Tuy nhiên, hầu hết đều dùng chung một thiết kế căn bản. Nói chung thì nó gồm một vài thấu kính, cái thì cố định, cái thì di chuyển dọc theo trục. Khi thay đổi độ phóng đại, ta còn phải tính đến việc giữ mặt phẳng hội tụ cố định để cho ảnh luôn rõ, gọi là bù mặt phẳng hội tụ. Để giữ mặt phẳng hội tụ cố định, có thể dùng phương pháp cơ học (dời toàn bộ ống kính khi thay đổi tiêu cự), hoặc phương pháp quang học (cách sắp xếp các thấu kính). Những ống kính thay đổi hội tụ đầu tiên vì thiết kế đơn giản không làm được việc giữ mặt phẳng hội tụ cố định nên người dùng phải chỉnh lại hội tụ sau mỗi lần zoom.
Một sơ đồ đơn giản của ống kính zoom gồm hai phần: phần kính hội tụ tương tự như một ống kính có tiêu cự cố định, và phía trước là một hệ thống kính không hội tụ (hoặc phân kỳ), là một nhóm gồm các thấu kính cố định và di chuyển được không hội tụ tia sáng mà thay đổi độ lớn của chùm tia sáng, nghĩa là thay đổi độ phóng đại của cả hệ thống.

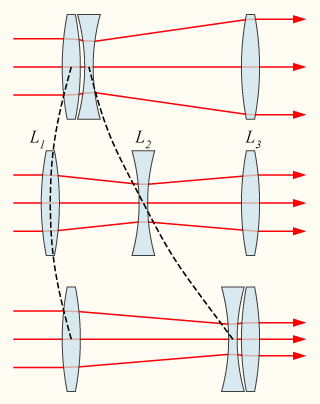
Các thấu kính di chuyển trong hệ thống không hội tụ

Trong ống kính zoom dùng phương pháp bù quang học đơn giản sau đây, hệ thống kính không hội tụ gồm có hai thấu kính hội tụ có cùng tiêu cự (thấu kính L1 và L3), và một thấu kính phân kỳ (thấu kính L2) ở giữa, tiêu cự của thấu kính L2 nhỏ hơn một nửa tiêu cự của thấu kính L1. Thấu kính L3 được cố định. Thấu kính L1 và L2 di chuyển được, độ dịch chuyển của chúng có liên hệ với nhau một cách không tuyến tính. Việc di chuyển được làm bằng một hệ thống bánh răng và cam phức tạp, hoặc là dùng các servo được điều khiển bằng vi xử lý.
Thấu kính L2 di chuyển từ trước tới sau, còn thấu kính L1 di chuyển ra trước rồi lùi lại theo một hàm parabol. Khi di chuyển như vậy, độ khuếch đại của cả hệ thống thay đổi, tương đương với việc thay đổi tiêu cự của cả hệ thống. Trong ba vị trí trong hình vẽ, hệ thống ba thấu kính đều không hội tụ hay phân kỳ, do đó không làm thay đổi mặt phẳng hội tụ của cả ống kính. Ở các vị trí khác ba vị trí trên, thì hệ thống ba thấu kính này hơi hội tụ (hoặc phân kỳ), do đó nó làm mặt phẳng hội tụ hơi thay đổi, thay đổi này rất nhỏ (chừng 0,01mm nếu ống kính được thiết kế tốt) nên coi như không đáng kể.

Hoạt động của một ống kính zoom đơn giản

Một vấn đề quan trọng trong thiết kế ống kính zoom là sửa quang sai (như là sai màu, và đặc biệt là sự cong hình) trên toàn bộ dải hoạt động của ống kính. Việc sửa sai này ở ống kính zoom khó hơn so với ống kính cố định. Vấn đề này là một lý do làm cho ống kính zoom chậm phổ biến. Những ống kính zoom thời ban đầu thường kém hơn ống kính cố định thông dụng, và thường chỉ hoạt động tốt trong một dải hẹp các độ mở ống kính tương đối. Những ống kính zoom sau này đã sửa được quang sai tốt trên một dải rộng của tiêu cự và độ mở ống kính.
Trong khi ống kính dùng cho quay phim thì cần luôn luôn phải hội tụ trong khi thay đổi tiêu cự, ống kính cho máy chụp hình thì không yêu cầu khó như vậy. Vì làm ống kính luôn luôn hội tụ thì khó đạt được chất lượng ảnh cao như ống kính thay đổi hội tụ, nên các ống kính máy chụp ảnh thường thuộc loại thay đổi hội tụ. Điều này không ảnh hưởng đến việc sử dụng vì hầu hết máy chụp ảnh thời nay đều có khả năng tự lấy nét. Một số ống kính zoom có độ zoom lớn còn phải chấp nhận một số quang sai bất thường để đạt được chất lượng ảnh cao.
Ví dụ, ống kính zoom trong dải từ wide đến đến tele cỡ 10x hay hơn phải chấp nhận một ít cong hình ở vị trí wide. Độ méo này khó nhận ra nếu trong hình không có một vật thẳng nằm ở mép. Để làm được như vậy thì phải chấp nhận mặt phẳng hội tụ thay đổi rất nhiều từ vị trí wide tới vị trí photo.

## Liên kết
- Zoom from the Milky Way to a quark
- In-Depth Discussion of Zoom vs. Prime Camera Lenses
- Renaming zoom lenses[liên kết hỏng]